# Ziegendorf
Ziegendorf är en kommun och ort i Landkreis Ludwigslust-Parchim i förbundslandet Mecklenburg-Vorpommern i Tyskland.
I kommunen finns orterna Drefahl, Meierstorf, Pampin, Platschow, Stresendorf och Ziegendorf.
Kommunen ingår i kommunalförbundet Amt Parchimer Umland tillsammans med kommunerna Domsühl, Groß Godems, Karrenzin, Lewitzrand, Obere Warnow, Rom, Spornitz, Stolpe, och Zölkow.